# Týn nad Vltavou
Týn nad Vltavou település Csehországban, a České Budějovice-i járásban. Týn nad Vltavou Chrášťany, Temelín, Všemyslice, Žimutice, Hosty, Dobšice, Hodonice, Bechyně és Březnice településekkel határos. Lakosainak száma 7850 fő (2024. január 1.).

## Népesség
A település lakosságának változását az alábbi diagram mutatja:
| Lakosok száma | 6128 | 5722 | 5392 | 5451 | 5711 | 8021 | 8034 | 8000 | 7602 | 7850 |
|               | 1869 | 1900 | 1921 | 1961 | 1980 | 2011 | 2016 | 2019 | 2021 | 2024 |